# João de Santarém

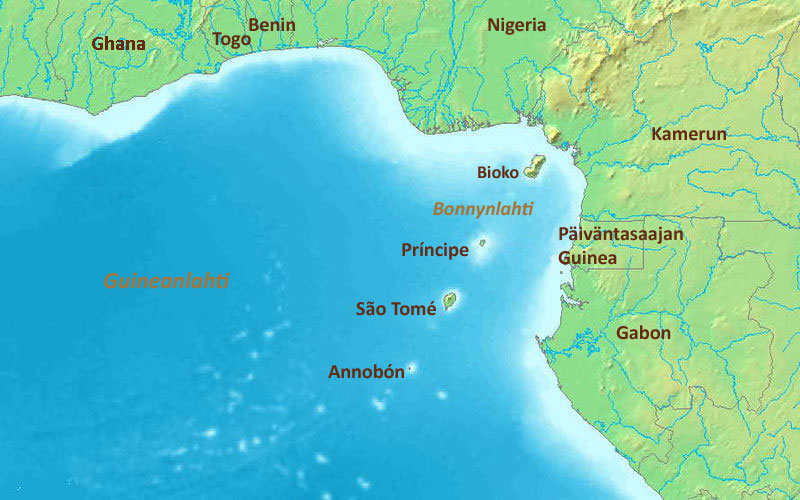
Souostroví Svatého Tomáše, Princův ostrov a Annobón, které João de Santarém a Pêro Escobar objevili.

João de Santarém (* 15. století? – 15. století?) byl portugalský mořeplavec a objevitel ve službách bohatého portugalského obchodníka Fernão Gomese. V roce 1471 plul s Pêrem Escobarem podél Guineje směrem na východ. V ústí řeky Comoé a Volta zjistil, že jejich voda obsahuje spoustu zlata a proto zde zřídil obchodní osadu a území nazval Zlatým pobřežím, dnes je zde pobřeží Ghany. Portugalci zde později založili pevnost Sao Jorge da Mina. V prosinci roku 1471 objevil spolu s Pêrem Escobarem ostrovy Svatý Tomáš, Princův ostrov a Annobón. Po této výpravě v portugalských kronikách o tomto mořeplavci již nejsou zmínky.